# Doen, durven of waarheid
Doen, durven of waarheid is een spel dat gespeeld wordt tussen twee of meer spelers. De spelers hebben drie keuzes: iets doen, aantonen dat ze iets durven, of een vraag eerlijk beantwoorden. Het spel is populair bij zowel kinderen als jongvolwassenen. De opdrachten en vragen worden extremer en seksueler getint naarmate de leeftijd hoger is.

## Geschiedenis
Het spel wordt reeds zeer lang gespeeld, maar het is onduidelijk wanneer het in deze vorm opdook. De wortels van dit soort spelletjes liggen in het oude Griekenland, zoals het spel Βασιλινδα (Basilinda). Hierbij konden spelers verkozen worden tot 'koning', waarbij de andere spelers moesten gehoorzamen.

## Spelregels
Het spel wordt minstens met twee spelers gespeeld. Er staat geen limiet op het aantal spelers, maar het wordt meestal gespeeld binnen een kleine groep goede vrienden. Om te beurt mogen de spelers kiezen tussen doen, durven of waarheid.
DoenKiest de speler doen, dan krijgt hij van een andere speler, meestal degene die voor hem aan de beurt was, een opdracht die hij verplicht is meteen uit te voeren. De volgende speler is aan de beurt wanneer de opdracht is uitgevoerd.
DurvenKiest de speler durven, dan krijgt hij, net zoals bij doen, een opdracht. Het verschil is dat hier de speler nog kan kiezen om hem uit te voeren of niet. Als deze persoon iets niet durft dan is die persoon de volgende keer verplicht doen te kiezen. Naargelang het spel vordert wordt deze optie steeds minder gekozen, aangezien men dan "laf" overkomt.
WaarheidKiest de speler waarheid, moet hij een vraag, meestal gesteld door degene die voor hem aan de beurt was, eerlijk beantwoorden. Dit zijn meestal persoonlijke vragen.

## Engelse variant
Een variant van het spel, het Engelse Truth or Dare?, heeft slechts twee opties: waarheid of doen. Hierbij ontbreekt dus de optie 'durven'. De speler is daardoor altijd verplicht de opdracht meteen uit te voeren. Van deze spelvariant zijn verschillende Nederlandse boeken, apps en kaartspellen uitgebracht.